# Marco la Bagarre
Pour plus de détails, voir Fiche technique et Distribution.
Marco la Bagarre (Musoduro) est un film franco-italien réalisé par Giuseppe Bennati, sorti en 1953.

## Fiche technique
Sauf indication contraire, les informations mentionnées dans cette section peuvent être confirmées par la base de données cinématographiques IMDb,  présente dans la section « Liens externes ».
- Titre original : Musoduro
- Titre français : Marco la Bagarre[1]
- Titre italien : Amore selvaggio
- Réalisation : Giuseppe Bennati
- Scénario : Giuseppe Bennati et Fausto Tozzi d'après Luigi Ugolini
- Musique : Nino Rota
- Pays d'origine : Italie - France
- Format : Couleurs - 1,37:1 - Mono
- Genre : drame
- Date de sortie :
  - Italie : 9 décembre 1953
  - France : 26 septembre 1955

## Distribution
- Fausto Tozzi : Marco / Musoduro
- Marina Vlady : Lucia Giardano
- Cosetta Greco : Anita
- Gérard Landry : Romolo
- Odoardo Spadaro : Pinzi
- Giulio Calì : Rospo